# Струя крови
«Струя крови» (фр. Le Jet de Sang) — чрезвычайно короткая пьеса французского театрального деятеля Антонена Арто, основателя «Театра жестокости». Пьеса была завершена в Париже 17 января 1925 года, возможно, написана за один день. Первоначальное название, «Струя крови, или Стеклянный шар» (Jet de Sang ou la Boule de Verre), было сокращено до публикации и первой постановки.

## Персонажи
- Юноша
- Девушка
- Рыцарь
- Кормилица
- Священник
- Сапожник
- Церковный сторож
- Сводня
- Судья
- Зеленщица
- Мощный голос гиганта
- Скорпион

## Синопсис
Изложено по Антология французского сюрреализма, 1994.
Юноша и девушка признаются друг другу в любви. Неожиданно на небе сталкиваются два светила. Начинают падать, постепенно замедляясь, части тел и строений, а в конце — скорпионы, лягушка и скарабей.
Входят рыцарь и кормилица. Рыцарь одет в средневековые доспехи, кормилица поддерживает огромные, набухшие груди. Кормилица видит юношу и девушку и говорит рыцарю, что их дочь совершила кровосмешение. Затем она бросает кусочки швейцарского сыра, завернутые в бумагу, в рыцаря, который поднимает их с земли и ест. Кормилица и рыцарь уходят.
Появляется юноша и называет нескольких персонажей, которые также выходят на сцену. Юноша просит вернуть жену. Священник спрашивает, на какую часть тела тот ссылается чаще всего, а услышав ответ «на Бога», начинает говорить со швейцарским акцентом.
Внезапно наступает ночь, начинается землетрясение и гроза. Все в панике бегают, наталкиваясь друг на друга. Гигантская рука хватает за волосы сводню. Мощный голос гиганта говорит: «Сука, посмотри на своё тело», после чего платье сводни становится прозрачным, а она в ответ кусает руку Бога. На сцену льётся струя крови.
Зажигается свет, все персонажи, кроме юноши и сводни, лежат мёртвыми. Сводня падает в объятья юноши и просит рассказать «как это с вами произошло».
Входит кормилица, неся тело молодой девушки. Тело падает на землю и лежит «плоское, как галета». Грудь кормилицы также стала полностью плоской.
Входит рыцарь, требуя больше сыра, кормилица в ответ задирает юбку. Юноша хочет сбежать, но застывает на месте, как марионетка, висящая на нитях, и голосом чревовещателя просит не делать маме больно. Из влагалища кормилицы выползают скорпионы, рыцарь в ужасе закрывает лицо. Влагалище раздувается, лопается, становится прозрачным и сверкает, как солнце. Сводня и юноша убегают. Девушка встаёт и говорит: «Девственница! Ах, вот что он искал».

## Интерпретации
В некоторых традиционных интерпретациях этого нетрадиционного текста рассматриваются следующие темы:
- Жестокость (как описано в «Театре жестокости» Арто)
- Сотворение мира и его осквернение людьми
- Насмешка над современными взглядами при объективизации внутренней жизни
- Инверсия невинности, любви и чувства безопасности в развращенность, вожделение и страх.
- Сопоставление добродетельных архетипов с их вырожденными действиями (например, рыцарь и священник).
- Богохульство и человеческие преступления против Бога
- Гнев природы
- «Болезнь неба»[2]

Образы разрушения повторяются: Арто выстраивает простой, упорядоченный мир, который неоднократно разрушает, используя стихийные бедствия, болезни и грозы, чтобы ввергнуть типичных горожан в хаос и беспорядок. При этом разрушения не являются конечной целью: "несмотря на насильственное нарушение космического порядка … литературная трансгрессия у Арто всегда сопровождается призывами к воссоединению и утраченному единству.
Исходя из первоначального названия «Струя крови, или Стеклянный шар», Руби Кон полагает, что Арто создавал пародию на одноактную пьесу одного из его современников, сюрреалиста Армана Салакру, «Стеклянный шар» (La Boule de Verre, 1924). В обеих пьесах четыре главных героя: юноша, девушка, рыцарь и кормилица. МОлодые также признаются в любви и исчезают. Рыцарь и кормилица являются родителями молодой девушки, рыцарь собирает бумажные фантики от конфет. Существуют и другие ассоциации между персонажами обеих пьес, в том числе анахронизм рыцаря, подчинение кормилицы, верность девушки и идеализм юноши.

## Публикации и постановки
Написанная в 1925 году, «Струя крови» была помещена в папку под названием «Три новеллы» (Trois Contes) вместе с сочинениями Paul les Oiseaux и Le Vitre d’Amour. После завершения пьеса не упоминалась в опубликованных письмах Арто и не обсуждалась его знакомыми или биографами. Несмотря на это, Арто включил пьесу во вторую книгу сочинений L’Ombilic de Limbes, изданную Nouvelle Revue Francaise. Пьеса неоднократно переводилась на разные языки, в том числе на русский.
В 1926 году в театре Альфреда Жарри должна была пройти премьера спектакля, но она так и не состоялась. Первую постановку осуществила Королевской шекспировской компании почти 40 лет спустя в рамках «Сезона жестокости» в 1964 году.